# Silicon Valley

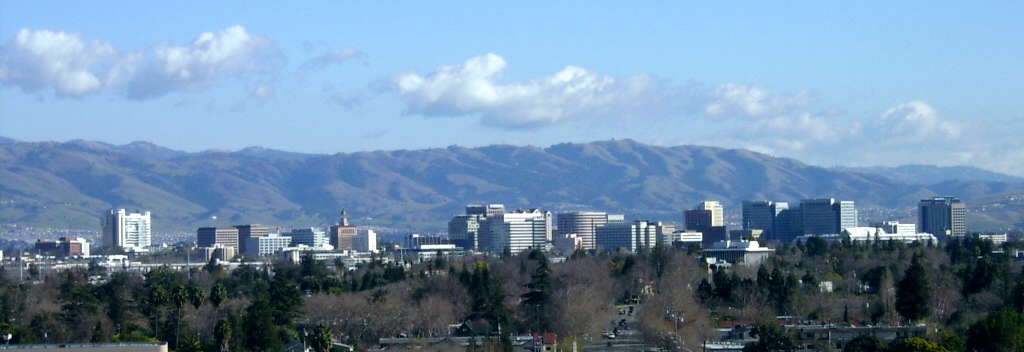
O imagine a downtown-ului orașului San Jose, care s-a autoproclamat "Capitala Silicon Valley."

Silicon Valley este partea sudică a zonei orașului San Francisco, California, Statele Unite ale Americii, cunoscută sub numele de San Francisco Bay Area. Numele "poetic" provine de la concentrația mare de producători și dezvoltatori de cipuri, dar a devenit și o metaforă a concentrării afacerilor în înalta tehnologie. 
Silicon Valley cuprinde în zona sa, din nord spre sud, de la Santa Clara Valley și comunitățile adiacente acesteia din zona peninsulei San Francisco, respectiv East Bay până la Menlo Park (pe peninsulă) și zona Fremont/Newark în partea cunoscută ca East Bay către San Jose, fiind aproximativ centrată în Sunnyvale. Și alte zone, așa cum ar fi "coridorul" creat de Drumul statal 17 din California (the Highway 17), care trece prin Santa Cruz Mountains spre Scotts Valley și orașul Santa Cruz, din comitatul cu același nume (Santa Cruz County), sunt considerate adeseori ca fiind părți ale Silicon Valley. 

## Istorie
Pe la mijlocul anilor 1950, universitatea Stanford din Palo Alto, statul California, avea anumite probleme de ordin financiar. Fred Terman a încercat să rezolve aceste probleme prin închirierea spațiului, aflat în posesia universității, unor firme de înaltă tehnologie, timp de 99 de ani.
Dupa 25 de ani, această decizie avea să dea startul la ceea ce se numește astăzi Silicon Valley.
În această perioadă, urmând o perioadă de 65 de ani de progres lent tehnologic (după inventarea triodei de către Lee de Forest), companiile Intel și Apple au avut câteva succese uimitoare, precum :
- în 1906 - primul amplificator de semnal, prima triodă a fost inventată de Lee de Forest
- în 1971 - a fost inventat primul microprocesor, 4004-chip de către Intel
- în 1976 - se lansează primul computer personal (PC), de către Apple.

În decembrie 1980, Apple oferă publicului primul PC, lansând o revoluție în domeniu. Morgan Stanley și Hambrecht & Quist vor vinde 4.6 milioane de acțiuni la prețul de 22 $ - făcând astfel cea mai mare ofertă publică de când Ford a devenit companie publică în 1956.
În 1995, se lansează revoluția WWW prin Netscape Communications Corp.
Fraza denumită "Silicon Valley" va apărea într-o serie de articole semnate de Don C Hoefler scrise pentru Electronic News, un tablou săptămânal al industriei electronice.

### Companii cu „capital de risc”
La începutul anilor 1970 erau deja multe companii din domeniul semiconductorilor în zonă. Firme de calculatoare care foloseau semiconductorii s-au mutat în apropiere, fiind urmate de firme de software. Spațiile industriale erau numeroase și piața locuințelor relativ ieftină. Creșerea economică a fost facilitată și de apariția și dezvoltarea firmelor de  „capitalul de risc” (engleză :venture capital), cele mai multe dintre ele situate pe Sand Hill Road. Kleiner Perkins, una dintre firmele faimoase de capital de risc, a fost deschisă aici în 1972. Oferta de capital de risc a explodat o dată cu succesul emisiunii de acțiuni a companiei Apple Computer (numită azi Apple) din decembrie 1980 în valoare de 1,3 miliarde $.

## Companii
- Adobe Systems
- Advanced Micro Devices
- Agilent Technologies
- Apple Computer
- Applied Materials
- Cisco Systems
- eBay
- Electronic Arts
- Google
- Hewlett-Packard
- Intel
- Intuit
- Juniper Networks
- Maxtor
- National Semiconductor
- Network Appliance
- NVIDIA Corporation
- Oracle Corporation
- Sun Microsystems
- Symantec
- Tesla Motors
- Xilinx
- Yahoo!

## Galerie de imagini

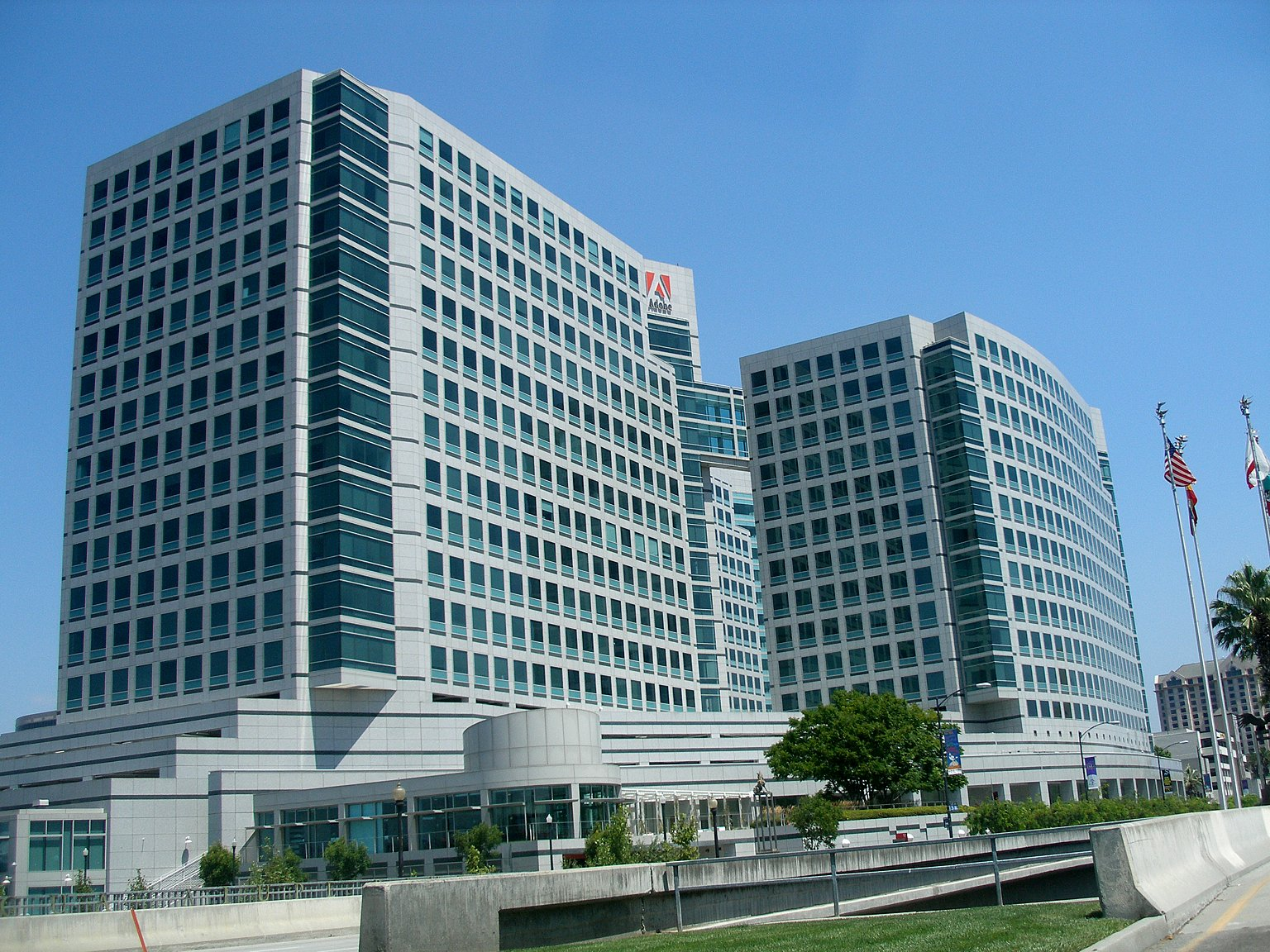
Adobe Systems
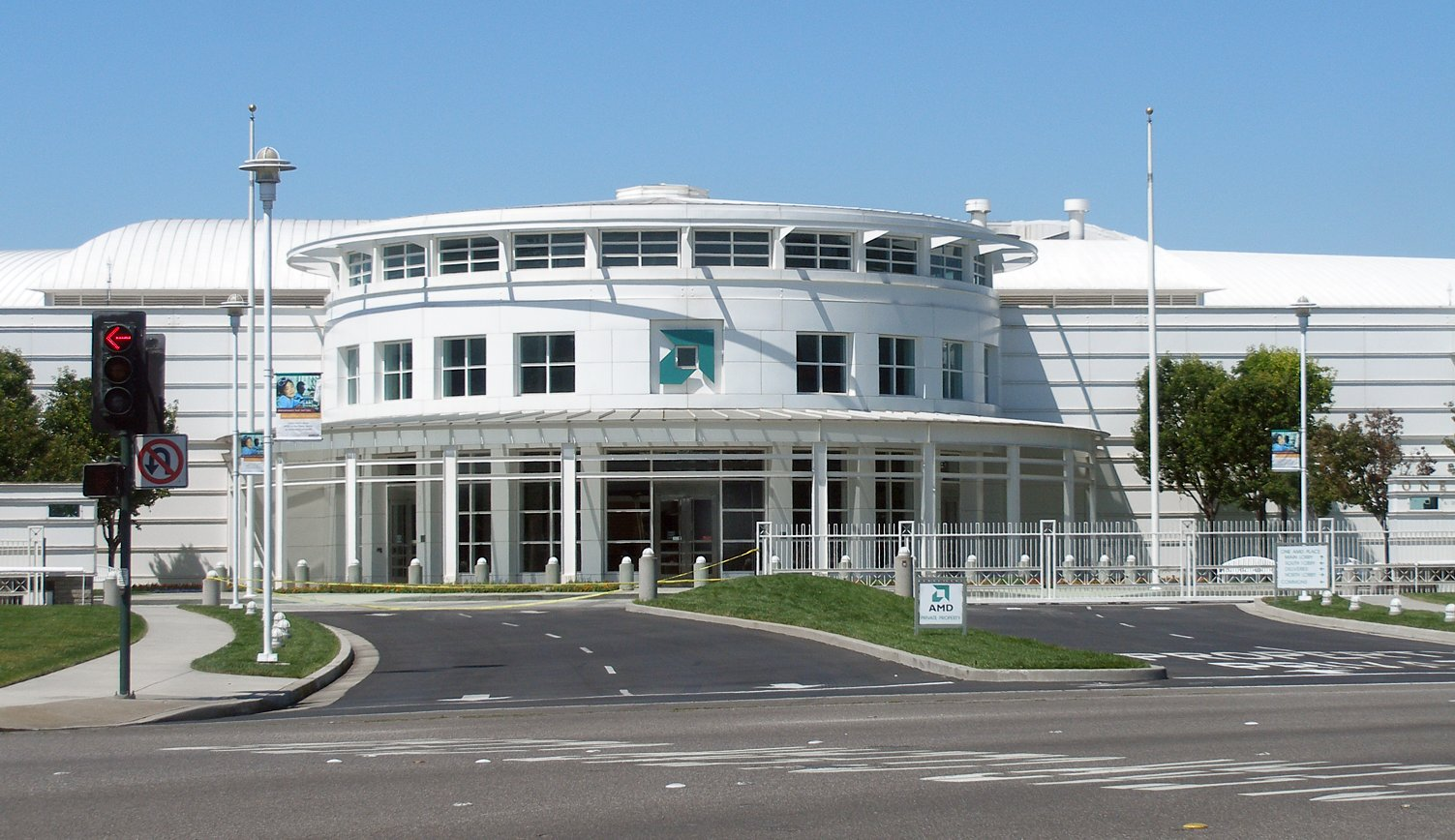
Advanced Micro Devices
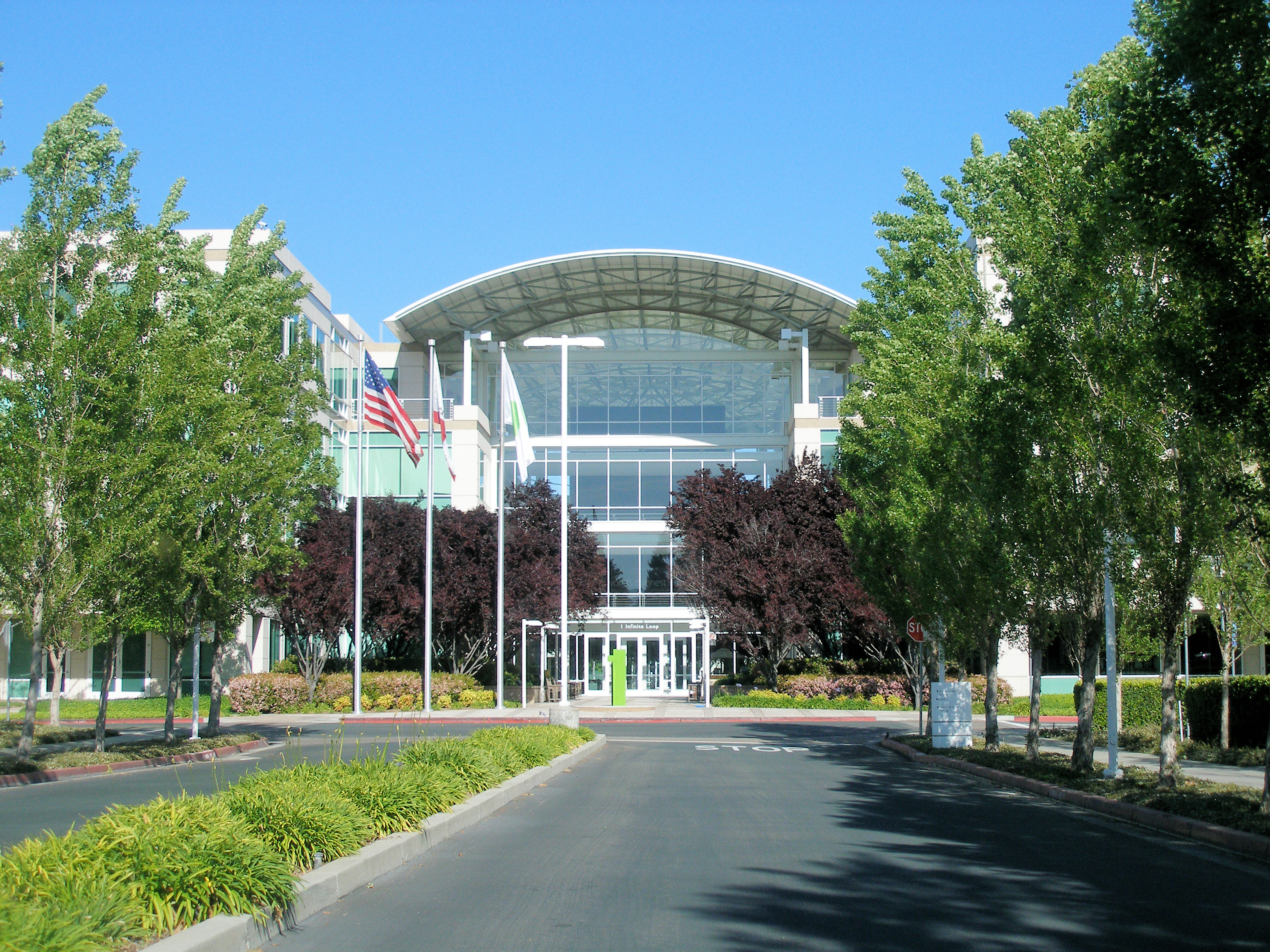
Apple Computer
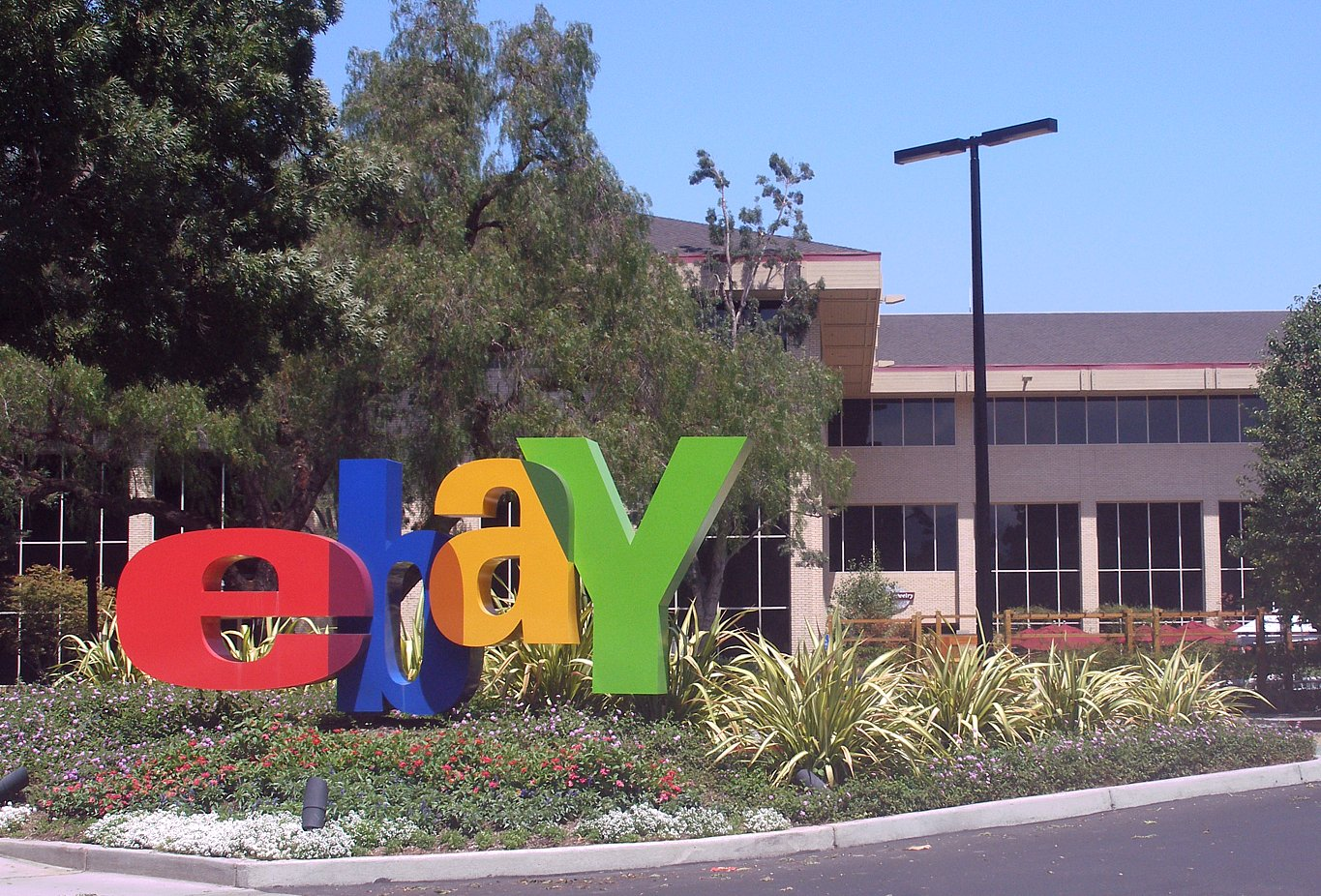
eBay
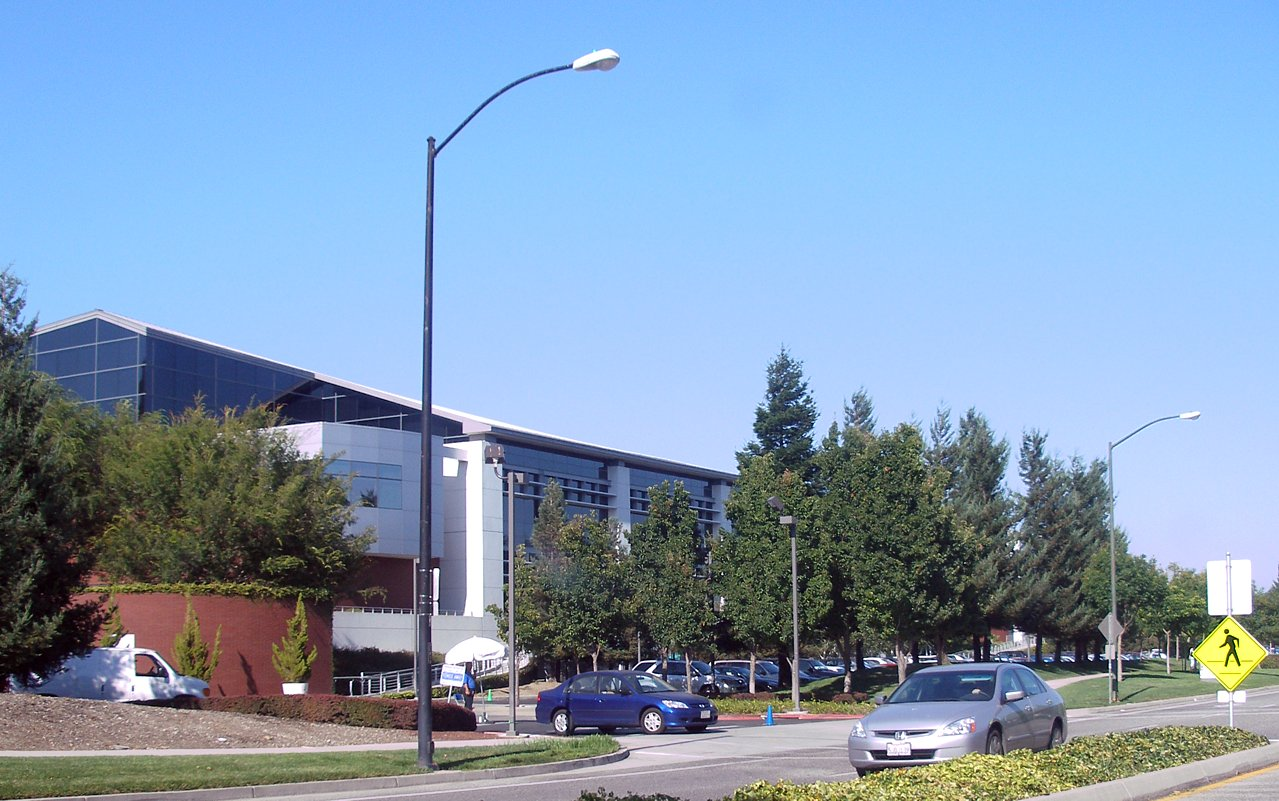
Google
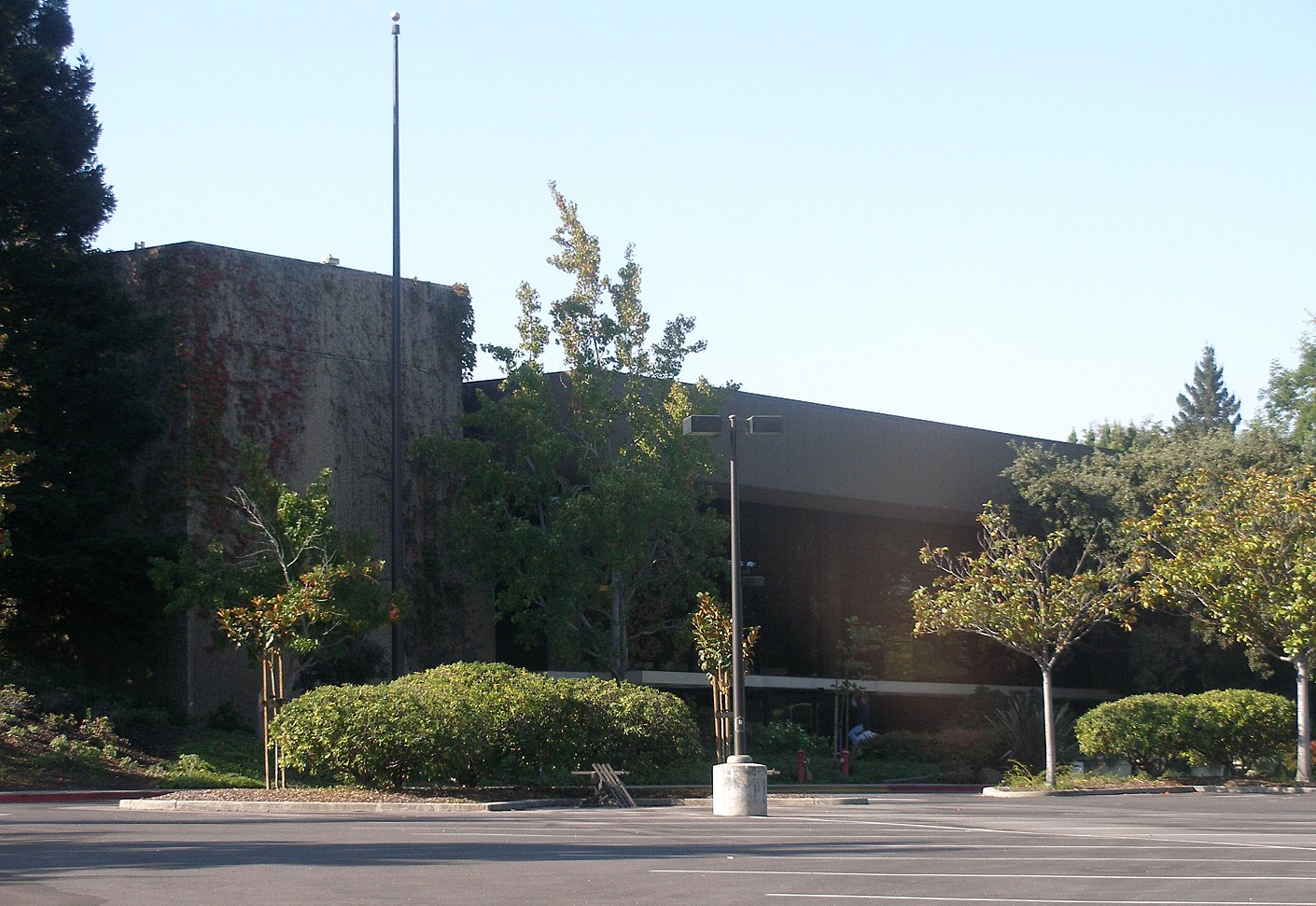
Hewlett Packard
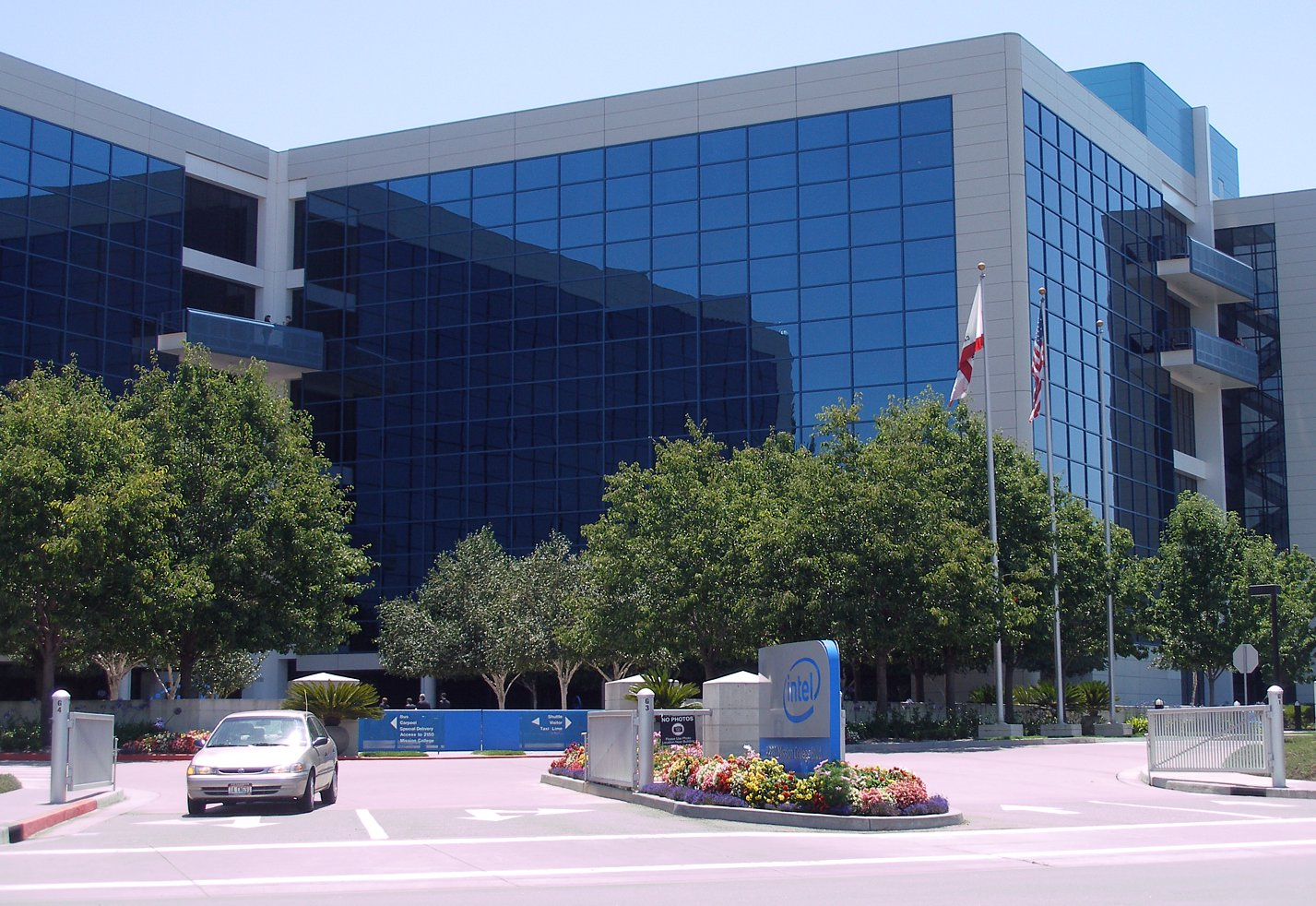
Intel
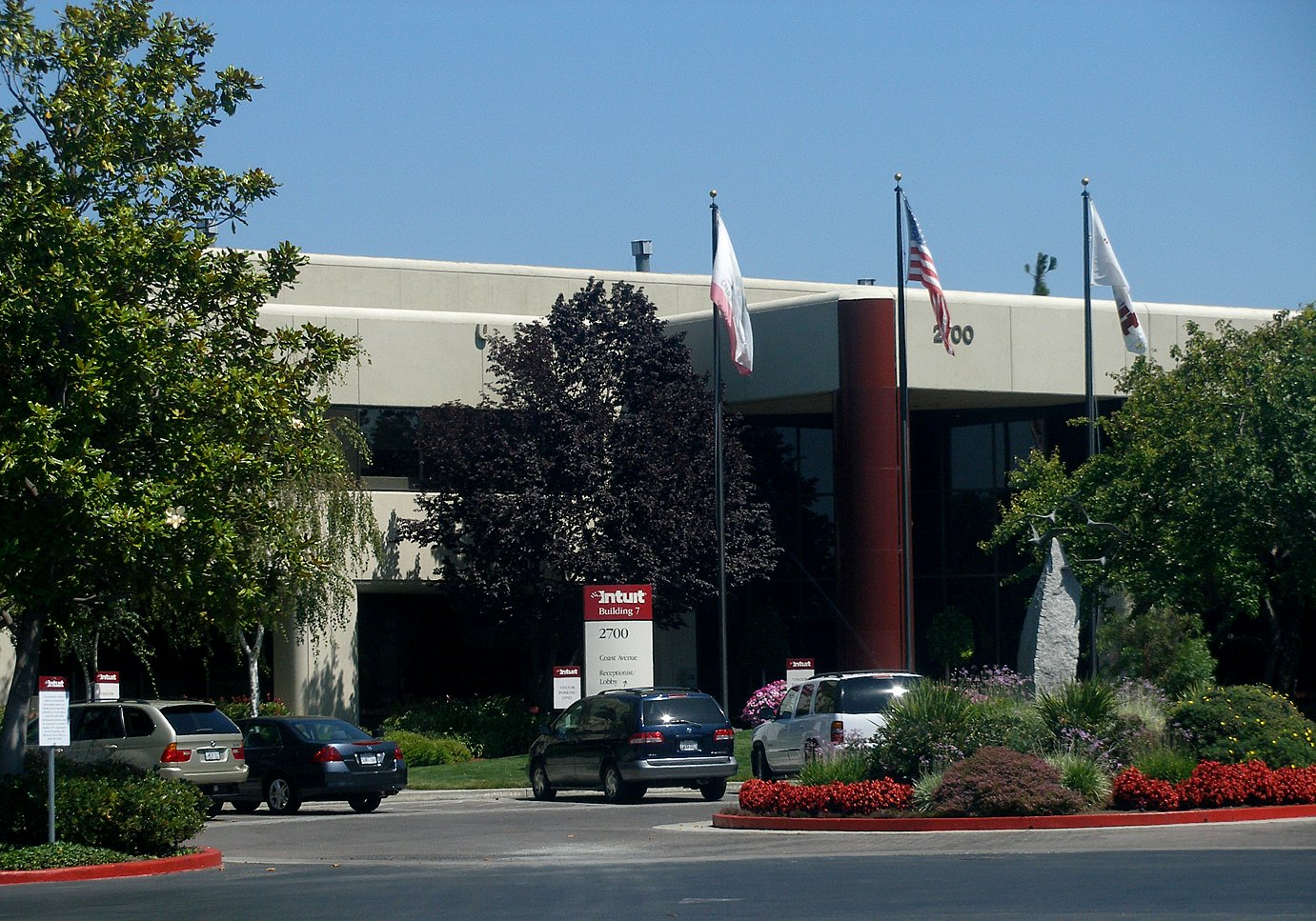
Intuit
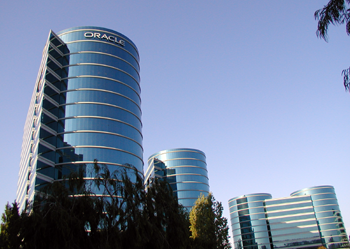
Oracle
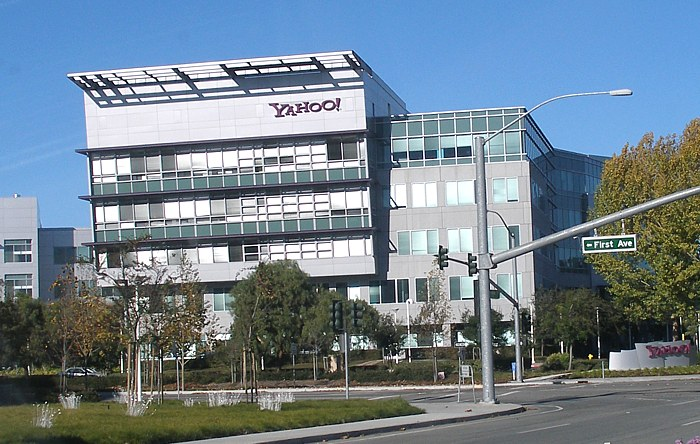
Yahoo!